# 中华人民共和国驻马绍尔群岛大使馆
中华人民共和国驻马绍尔群岛共和国大使馆（英語：Embassy of the People's Republic of China in the Republic of the Marshall Islands），简称中国驻马绍尔群岛大使馆，中华人民共和国派驻马绍尔群岛的外交代表机构，两国建交后的1991年2月设立，1998年12月随两国断交而撤销。

## 历史沿革
1990年11月16日，马绍尔群岛与中华人民共和国建交。1991年2月，中国政府派遣临时代办顾思聪到马绍尔群岛筹备开馆，并任命驻密克罗尼西亚联邦大使李钦平兼任驻马绍尔群岛大使。
1998年11月20日，马绍尔群岛与中华民国政府建交，中华人民共和国政府于12月11日宣布中止双方外交关系。其后，对马绍尔群岛的相关事务由中国驻密克罗尼西亚联邦大使馆兼辖。